# Meghan Trainor
Meghan Elizabeth Trainor, född 22 december 1993 på Nantucket i Massachusetts, men uppväxt i Hyannis i samma delstat, är en amerikansk sångare och låtskrivare. Hon fick stora framgångar när hon gav ut sin första singel "All About That Bass" den 2 juni 2014. Singeln nådde förstaplatsen på Billboard Hot 100. Hon är en av jurymedlemmarna i tv-sångtävlingen The Four.
Kvinnlighet, kroppsbild och personlig egenmakt är ofta förekommande lyriska teman i Trainors musik.
I december 2018 gifte sig Trainor med skådespelaren Daryl Sabara.